# تنها رهاشده در خیابان
«تنها رهاشده در خیابان» (به انگلیسی: Left Outside Alone) نخستین تک‌آهنگ از سومین آلبومِ هنرمند اهل ایالات متحده آمریکا، آناستازیا است که در ۱۵ مارس ۲۰۰۴ منتشر شد. این تک‌آهنگ علاوه بر برخورداری از ستایش منتقدان، موفقیت تجاری قابل توجهی نیز بدست آورد، به‌گونه‌ای که به ششمین ترانهٔ پرفروش اروپا در سال ۲۰۰۴ میلادی تبدیل گشت.
«تنها رهاشده در خیابان» در جدول‌های موسیقی استرالیا، ایتالیا، اتریش، سوئیس در جایگاه نخست و در جدول‌های موسیقی والونیا، دانمارک، فنلاند، سوئد، فرانسه، فلاندرز، آلمان، ایرلند، و نروژ، جزو ده ترانهٔ نخست جای گرفت.
متن ترانه به رابطهٔ پر فراز و نشیب آناستازیا با پدرش اشاره دارد که خانه را ترک کرده بود. آناستازیا نسخهٔ ادامهٔ این ترانه را برای آلبوم ششم خود با نام قیامت ضبط کرد.